# NGC 1036
NGC 1036 je galaksija u zviježđu Ovan.

## Vanjske poveznice
- SEDS: NGC 1036